# 드라고슈 그리고레
드라고슈 그리고레(루마니아어: Dragoș Grigore, 1986년 9월 7일 ~ )는 루마니아 구단 라피드 부쿠레슈티에서 센터 백으로 활동하고 있는 루마니아의 축구 선수이다.

## 수상

### 클럽
디나모 부쿠레슈티
- 쿠파 루메네이: 2011-12
- 수페르쿠파 루메네이: 2012